# Malawi
O Malawi ou Maláui (também grafado como Malaui ou Malávi; do nianja Malaŵi, "o sol nascente"), oficialmente República do Malawi, é um país da África Oriental, limitado a norte e a leste pela Tanzânia, a leste, sul e oeste por Moçambique e a oeste pela Zâmbia. Sua capital é Lilongué. Parte da região oriental do país é banhada pelo Lago Niassa (chamado, no país, Lake Malawi). O inglês é a língua oficial.
Desde sua independência do Reino Unido em 1964, o Malawi é oficial e legalmente (de acordo com a constituição) — e também na prática — uma república presidencial multipartidária e uma democracia representativa, na qual o chefe de estado e de governo é o presidente da República.
O Maláui possui como maior cidade e também capital a cidade de Lilongué, que abriga um aeroporto internacional e o museu de Kamuzu, um importante destino turístico do país. A capital Lilongué é uma região de forte polo industrial nas áreas de agricultura e o turismo, e em menor escala a pecuária.

## Aportuguesamentos e outras grafias
Devido ao fato de que, até a entrada em vigor do novo Acordo Ortográfico, a letra "w" não existia oficialmente na língua portuguesa,[carece de fontes?] o nome do país teve de ser adaptado — e o foi, de diferentes formas: certas fontes chegaram a registrar Malavi e Malávi como formas aportuguesadas (com o gentílico malaviano), seguindo a lógica de transposição do "w" por "v" que se deu historicamente, por exemplo, em vocábulos de origem alemã. Outras fontes (por exemplo o dicionário brasileiro Michaelis) assignaram à última letra do nome do país, o "i", o acento marcador da tonicidade da palavra (Malauí, ou, inclusive, Malavi).
Desde logo, no entanto, entre as várias alternativas, sobressaiu a pronunciada "Maláui" — portanto, com o "w" transposto a "u", não a "v", e com o acento de tonicidade no segundo "a" — ambos refletindo adequadamente a pronúncia original do nome do país, tanto em inglês quanto em nianja.
Dos dois principais dicionários brasileiros, o Aurélio grafa Maláui, mas o Houaiss escreve "Malaui" (embora fazendo a observação, em nota, que a pronúncia correta seria "-áu-i", não "-au-í"). O Ministério das Relações Exteriores do Brasil e o Manual de Redação da Folha de S.Paulo usam Maláui.
Também escrevem "Maláui" o Dicionário Aulete, o Dicionário Priberam e a União Europeia em português.
O Acordo Ortográfico de 1990, porém, incorporou oficialmente a letra "w" (além do "k" e do "y") à grafia oficial da língua portuguesa, explicitamente mencionando o nome do país e seu adjetivo pátrio como palavras que poderiam agora, em português, ser grafadas com "w": "Malawi" e "malawiano" — grafias essas que, embora tenham sido preteridas em Portugal e no Brasil pelas formas com "u", são as mais difundidas em países africanos de Língua Oficial Portuguesa, como Angola e Moçambique. A portuguesa Porto Editora também usa a forma original africana "Malawi" (e, como gentílico, malawiano).
Processo similar deu-se com o nome da capital do país, Lilongwe, porém aportuguesada como Lilongué em Portugal e, até a queda do trema com o Acordo Ortográfico de 1990, Lilongue no Brasil.

## Etimologia
Desde o tempo colonial que este território é conhecido por nomes relacionados com o grande lago que o limita a oriente. Os ingleses chamaram-lhe Niassalândia (Niassaland) do nome por que era conhecido o lago naquele tempo: lago Niassa. Após a independência, o novo país adota o nome de Malaŵi e com este nome rebatiza o lago. Malaŵi significa, na língua nianja, o nascer do sol, tal como está representado na bandeira, uma vez que, para os malauianos, é sobre o lago que nasce o sol.

## História
O primeiro contato significativo com o mundo europeu foi a chegada de David Livingstone à margem norte do lago Maláui (lago Niassa) em 1859 e o subsequente estabelecimento de missões da igreja presbiteriana escocesa. Em 1891, estabeleceu-se o Protetorado Britânico da África Central, transformado em 1907 no Protetorado de Niassalândia. Em 1953 o governo britânico criou a Federação da Rodésia e Niassalândia, ou Federação Centro-Africana, que compreendia os territórios hoje referentes ao Malawi, Zâmbia, então Rodésia do Norte, e Zimbábue, então Rodésia do Sul. Em novembro de 1962, o governo britânico concordou em conceder à Niassalândia autonomia a partir do ano seguinte, o que marcou o fim da Federação, em 31 de dezembro de 1963. O Malawi tornou-se um membro inteiramente independente da Commonwealth em 6 de julho de 1964.
Dois anos mais tarde, torna-se uma república, ao mesmo tempo que Hastings Kamuzu Banda é eleito presidente sob uma constituição que permitia a existência apenas de um partido (Partido do Congresso do Malawi — MCP), o que conduziu, em 1971, à reeleição de Banda como presidente vitalício.
Em 1993, Banda perdeu o título de presidente vitalício, o que abriu as portas à realização das primeiras eleições multipartidárias a 17 de Maio de 1994, cujos resultados deram uma vitória escassa ao principal partido da oposição, a Frente de União Democrática, liderado por Bakili Muluzi.

## Geografia

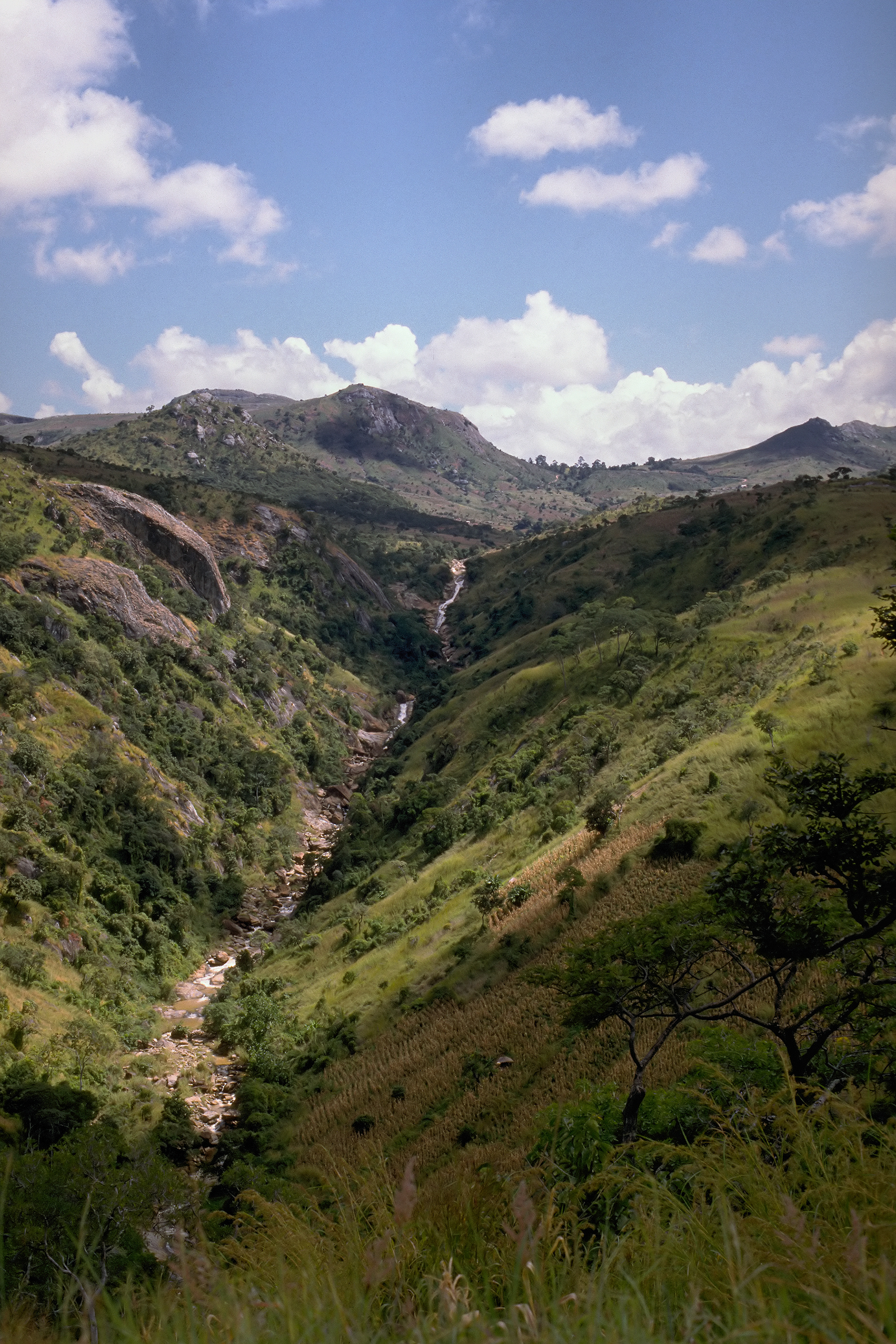
Paisagem típica de Malawi

O Malawi é um país encravado do sudeste da África. Alongado e estreito, tem 837 km de norte a sul e largura de 8 a 160 km, com 118 484 km². Limita-se com a Tanzânia ao norte, Moçambique a sudeste, leste e sul, e com a Zâmbia a oeste. Situa-se entre as latitudes 9° e 18° S, e as longitudes 32° e 36° E.
O traço mais marcante da sua geografia é o lago Maláui, ou Niassa, terceiro mais extenso de África, que ocupa cerca de um quarto do país, com aproximadamente 31 000 km², dividindo-o com Moçambique e fazendo a fronteira com a Tanzânia.
O relevo varia entre as planícies do rio Shire, que origina-se no lago Niassa e deságua no rio Zambezi, já em território moçambicano, e planaltos desde a fronteira ocidental com a Zâmbia às proximidades da margem ocidental do Lago Niassa. Uma cadeia montanhosa estende-se de norte ao centro-oeste do país, com elevações entre 1 000 e 2 000 metros, que correspondem as montanhas que seguem o Vale do Rifte da África Oriental. Na porção sudeste do país, a leste do vale do rio Shire, ergue-se o maciço de Mulanje (também pertencente às cadeias marginais do Vale do Rift) com o pico Sapitwa que, com 3 002 m. de altitude, é o ponto mais elevado do país.
O clima é tropical na região central até o norte, com uma temperatura média anual de 30 °C, e mais ameno (clima temperado) ao sul, sob influência das correntes de ar frio (no inverno) do sul do continente africano, com estações do ano mais bem definidas que o centro-norte do país.

## Religião
Segundo o censo de 2018, 77,3% da população é cristã e 13,8% muçulmana. Os cristãos estão divididos em católicos romanos com 17,2% da população, presbiterianos da África Central com 14,2%, adventistas do sétimo dia e os batistas do sétimo dia com 9,4%, anglicanos com 2,3% e pentecostais com 7,6%. O restante, 26,6%, enquadram-se na categoria “outros cristãos”. Pessoas que declaram não ter afiliação religiosa são 2,1% e 5,6% pertencem a outros grupos religiosos, incluindo hindus, bahá'ís, rastafáris, judeus e sikhs.

## Política
Desde 1975 a capital do Malawi é Lilongué, que é também a maior cidade do país, desde sua independência do Reino Unido, em 6 de julho de 1964, o Malawi é uma república presidencialista democrática representativa, o Malawi possui um sistema multipartidário, desde 1994, o chefe de estado e de governo é o presidente da república.

### Relações internacionais
O ex-presidente Hastings Banda estabeleceu uma política externa pró-ocidental que continuou até o início de 2011. Ele incluía boas relações diplomáticas com muitos países ocidentais. A transição de um estado de partido único para uma democracia multipartidária fortaleceu os laços do Malawi com os Estados Unidos. Um número significativo de estudantes de Malawi viajam para os Estados Unidos para a obtenção de ensino superior, e os EUA tem filiais ativas do Corpo de Paz, dos Centros de Controle e Prevenção de Doenças, do Departamento de Saúde e Serviços Humanos e a Agência para o Desenvolvimento Internacional no Malawi. Malawi manteve estreitas relações com a África do Sul durante toda a era do Apartheid, que resultaram em relações tensas entre o mesmo e outros países africanos. Após o colapso do apartheid em 1994, as relações diplomáticas foram feitas e mantidas em 2011 entre o Malawi e todos os outros países africanos. Em 2010, no entanto, a relação de Malawi com Moçambique tornou-se tensa, em parte devido a disputas sobre o uso do rio Zambeze e uma rede elétrica inter-país. Em 2007, Malawi estabeleceu relações diplomáticas com a China, e os investimentos chineses no país tem continuado a aumentar desde então, apesar das preocupações em relação ao tratamento dos trabalhadores por empresas chinesas e da concorrência de negócios chinês com empresas locais. Em 2011, as relações entre Malawi e o Reino Unido foram danificadas quando um documento foi lançado na qual o embaixador britânico em Malawi criticava o presidente Mutharika. Mutharika expulsou o embaixador do Malawi, e em julho de 2011, o Reino Unido anunciou que estava suspendendo toda a ajuda orçamentária devido à falta de resposta às críticas de seu governo e má gestão económica de Mutharika. Em 26 de julho de 2011, os Estados Unidos seguiram o exemplo, com o congelamento de uma doação de US$ 350 milhões, citando preocupações sobre a supressão do governo e intimidação dos manifestantes e grupos cívicos, bem como a restrição da imprensa e a violência da polícia.

## Subdivisões

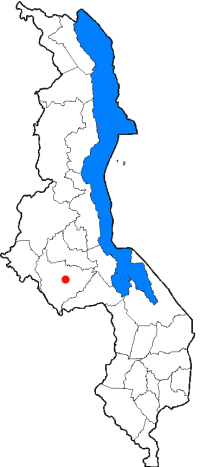
Distritos de Malawi, com a capital, Lilongué, marcada em vermelho. Em azul o Lago Niassa

| Região Central - 1 — Dedza - 2 — Dowa - 3 — Kasungu - 4 — Lilongué - 5 — Mchinji - 6 — Nkhotakota - 7 — Ntcheu - 8 — Ntchisi - 9 — Salima | Região Norte - 10 — Chitipa - 11 — Karonga - 12 — Likoma - 13 — Mzimba - 14 — Nkhata Bay - 15 — Rumphi | Região Sul - 16 — Balaka - 17 — Blantyre - 18 — Chikwawa - 19 — Chiradzulu - 20 — Machinga - 21 — Mangochi - 22 — Mulanje - 23 — Mwanza - 24 — Nsanje - 25 — Thyolo - 26 — Phalombe - 27 — Zomba - 28 — Neno |

## Economia

Principais produtos de exportação do Malawi em 2019.

De acordo com o relatório de 2005 do FMI, o Malawi era o país mais pobre do mundo. As principais atividades económicas são a agricultura e o turismo, o principal centro econômico do país é a capital.

## Cultura

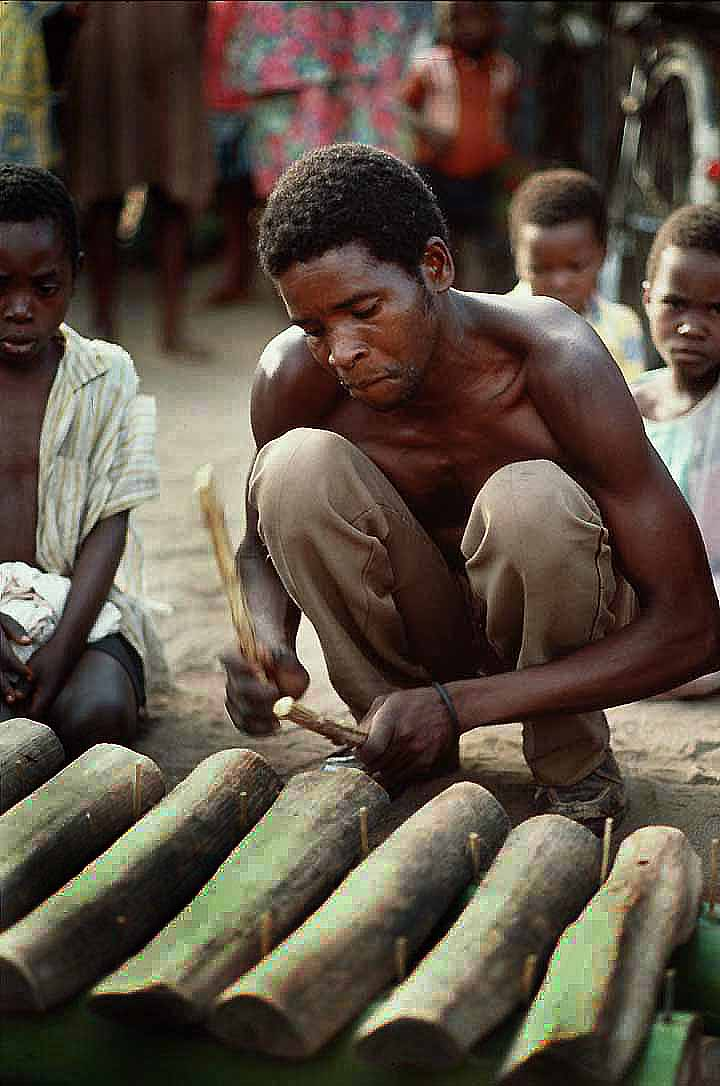
Tocador de xilofone malawiano

- Ver também Música do Malawi, Religião no Malawi (Igreja Católica no Malawi)

| Data | Nome em português | Nome local | Observações |
| ---- | ----------------- | ---------- | ----------- |
|      |                   |            |             |